# Oxidercia golosa
Oxidercia golosa là một loài bướm đêm trong họ Noctuidae.